# 布拉格国际关系研究所
布拉格国际关系研究所（簡稱IIR）是一个在国际关系領域裡进行基础和应用科学研究的公共研究机构。IIR的創辦者是捷克共和国外交部 ，現任董事是安德雷·迪特里赫（Ondřej Ditrych）博士。IIR的机构支持主要来自捷克共和国對科学、研究和创新的国家预算、外交部的捐款以及由本地和外国学科资助的定向支持项目。IIR以公众利益为目的开展独立科研。

## 历史
1970年，捷克斯洛伐克外交部成立国际关系研究所，目的是為了取代於1957年成立的国际政治与经济研究所。 这座名为白马之家的历史建筑矗立在布拉格小城的Nerudova街上，一直保持至今。1970年代，由于出現意识形态的压力以及政府的言论控制，捷克社会逐漸失去自由。1989年的天鹅绒革命后，IIR的運作方式大幅改變。对IIR而言，天鹅绒革命意味着自己會成为真正独立的科学机构。随后几年，IIR主要进行激进的去意识形态化和去政治化，同时非常重视与其他国家的积极联系。除了其自身目标之外，IIR也积极支持新成立的捷克共和国的外交政策。2007年，IIR转变为公共研究机构。

## 目前活动

### 研究
IIR的活动包括独立研究和一般普及教育活动。因此，IIR在学术界、公众和国际政治实践之间建立了独特的联系。IIR的主要活动是国际关系领域的独立研究。IIR 实施两种一般类型的研究：第一種是具有多种理论和方法准确性的基础学术研究，目标是在国内和国外變得知名；第二种是面向应用研究的。它应用广泛的知识，基于先进的分析和研究方法，而且主要来自 IIR 自己的研究。这项研究主要由外交部使用，但有时也會被其他公共机构使用。
IIR的研究活动由研究部门负责，目前该部门的主任是埃米爾·阿斯蘭（Emil Aslan）教授。该系下设五个研究中心：欧洲政治中心、全球政治经济中心、新兴技术治理中心、国际法中心和全球区域研究中心。
为了开展其研究计划，IIR會跟各地組織建立關係。它所连接的网络包括：欧盟防核武器扩散与裁军联盟、TEPSA（跨欧洲政策研究协会）、EPIN（欧洲政策研究所网络）、ECPR（欧洲政治研究联盟）和EuroMeSCo（欧洲-地中海研究委员会）。其外国合作伙伴还包括挪威国际事务研究所（NUPI）、韩国外交与国际安全研究所（IFANS）和奥地利科学研究院（IWM）。

### 教育普及活动
IIR的一個目标是扩大公众对国际研究的了解，以及培养並擴大捷克共和国中有關国际政治的公共辩论的領域。此外，IIR也會为捷克和外国学生和大学毕业生提供实习机会。

### 其他活动
IIR會举办许多活动，例如小组讨论、讲座和大型国际会议。活动通常侧重于IIR自身研究中出现的相关国际主题和问题。IIR中两个最重要的会议是布拉格欧洲峰会 （PES）和捷克外交政策国际研讨会，兩者每年都举行一次。此外，IIR有一个公共图书馆，为许多出版活动提供手段和赞助，这些活动都是通过IIR自己的出版社完成的。到2016年底，IIR的图书馆收藏了84,600多本书和419种期刊，它主要与国外专业图书馆和信息机构合作，但也与许多捷克图书馆和信息机构協作。对于IIR的出版活动，它们对IIR的研究以及普及和教育活动具有重要意义。IIR會出版同行评审期刊，如《捷克国际关系杂志》和《新视角》，以及大众化杂志《国际政治》。